# Robert Broom
Robert Broom (30. listopadu 1866 Paisley – 6. dubna 1951 Pretorie) byl skotsko-jihoafrický paleontolog, který přinesl průlomové objevy vysvětlující evoluci savců, plazů i hominidů.

## Život
Vystudoval lékařství na univerzitě v Glasgow a následně lékařskou praxi vykonával po celý život, a to i v době, kdy se zabýval paleontologií. Pro ni se nadchl, jakmile spatřil fosílie dinosaurů, které do Británie přivezl z Jižní Afriky Harry Govier Seeley. Přijal hypotézu, že ještěři jsou klíčem v otázce prapředka savců. Vydal se zkoumat fosílie do Austrálie a později do jižní Afriky, do oblasti Karru, kde se natrvalo usadil. Během několika let způsobil v paleontologii revoluci, když dokázal, že spojovacím článkem mezi ještěry a savci jsou therapsidi, zejména pak pelycosauria. Jeho úspěchy umožnily, že se v roce 1920 mohl stát členem Královské společnosti.
V závěru života ho však stále více přitahoval vývoj člověka. V roce 1936, kdy mu bylo již 70 let, se rozhodl podepřít názory svého kolegy Raymonda Darta, jenž objevil tzv. Taungské dítě, první známou lebku hominidů rodu Australopithecus, a tak se vydal hledat podobné fosílie. Známým se stal zejména jeho objev zvaný často „Paní Plesová”, což je nejkompletnější lebka australopitéka, jaká kdy byla v jižní Africe nalezena; objevil ji v proslulé jeskyni Sterkfontein. Ačkoli sám uvažoval o novém druhu (“plesianthropus”), časem byly tyto lebky přiřazeny k druhu australopithecus africanus a staly se klíčovými při dokazování Dartovy základní teze, že australopitéci byli hominidé (a možná prapředci rodu homo).
Navzdory svým vědeckým úspěchům byl však zároveň silně náboženským člověkem. Ostře kritizoval darwinismus i lamarckismus a ve 30. letech 20. století přišel s vlastní “idiosynkratickou evoluční teorií”, která za hybatele evolučních procesů označovala “duchovní síly”.